# Николас Джари
Николас Джари (на испански: Nicolás Jarry) е чилийски тенисист.

## Биография
Николас Джари е роден на 11 октомври 1995 г. в Сантяго де Чиле, Чили. Баща му Алън и майка му Сесилия са бизнесмени и играят професионален волейбол. Николас има по-малки сестри Белен и София, и по-малки братя Диего и Себастиан. Неговият чичо Хайме Филол младши е бил професионален тренисист,леля му Каталина Филол е турнирен директор на Чили Оупън в Сантяго, Чили.
Николас Джари е женен и има двама сина.

## Кариера
Николас Джари постига най-високо класиране на сингъл в ранглистата на ATP под номер 18 в света, на 8 януари 2024 г. Той е настоящият номер 1 в Чили и Латинска Америка. Неговото най-високо класиране на двойки е номер 40 в света, постигнато през март 2019 г. Печели три титли от ATP Тур на сингъл, в Бастад 2019, Сантяго 2023 и Женева 2023. Печели и две ATP титли на двойки.

## Кариерна статистика

#### Финали оттурнири от сериите Мастърс(1)
| година | турнир       | съперник във финала | резултат |
| ------ | ------------ | ------------------- | -------- |
| 2024   | Италия Оупън | Александър Зверев   | 4–6, 5–7 |

### ATP финали (3 титли; 7 финала)
|        | П–З | Година | Турнир          | Клас         | Настилка | Опонент              | Резултат                |
| ------ | --- | ------ | --------------- | ------------ | -------- | -------------------- | ----------------------- |
| Загуба | 0–1 | 2018   | Брасил Оупън    | 250 серии    | Клей (з) | Фабио Фонини         | 6–1, 1–6, 4–6           |
| Загуба | 0–2 | 2019   | Женева Оупън    | 250 серии    | Клей     | Александър Зверев    | 3–6, 6–3, 6–7(8–10)     |
| Победа | 1–2 | 2019   | Швеция Оупън    | 250 серии    | Клей     | Хуан Игнасио Лондеро | 7–6(9–7), 6–4           |
| Победа | 2–2 | 2023   | Чили Оупън      | 250 серии    | Клей     | Томас Мартин Ечевери | 6–7(5–7), 7–6(7–5), 6–2 |
| Победа | 3–2 | 2023   | Женева Оупън    | 250 серии    | Клей     | Григор Димитров      | 7–6(7–1), 6–1           |
| Загуба | 3–3 | 2024   | Аржентина Оупън | 250 серии    | Клей     | Факундо Диас Акоста  | 3–6, 4–6                |
| Загуба | 3–4 | 2024   | Италия Оупън    | Мастърс 1000 | Клей     | Александър Зверев    | 4–6, 5–7                |